# Diplostephium
Diplostephium es un género de plantas con flores perteneciente a la familia de las asteráceas. Comprende 55 especies válidas.

## Descripción
Son arbustos o pequeños árboles, con indumento pubescente a lanado. Hojas alternas, enteras, lineares a oblongas, con las márgenes más o menos revolutas, coriáceas. Inflorescencia corimboso-paniculada con cabezuelas heterógamas, radiadas o discoides, de pocas a muchas flores; involucro acampanado o hemisférico con brácteas en 4–7 series, imbricadas; receptáculo plano o débilmente convexo, desnudo o algunas veces con diminutas páleas. Flores del radio femeninas, uni- o multiseriadas; corola ligulada, larga o corta, 2–3-dentada, violácea, tubo estrecho, papiloso; ramas del estilo lineares con margen papiloso, ovario ovulado y fértil; flores del disco perfectas, escasas a numerosas; corola tubular, 5-dentada, amarilla, verdosa o violácea; anteras con base sagitada; estilo papiloso con ramas cortas y engrosadas o largas, lineares o subuladas, híspidas; ovario generalmente estéril. Aquenios del disco angostos, 3–5-costatos, los del radio más comprimidos; vilano abundante, el externo de cortas aristas o escamas, el interno de pelos más largos.

## Taxonomía
El género fue descrito por Carl Sigismund Kunth y publicado en Nova Genera et Species Plantarum (folio ed.) 4: 75, t. 335. 1820 [1818]. La especie tipo es Diplostephium lavandulifolium Kunth que actualmente se considera sinónimo de D. ericoides (Lam.) Cabrera.
En 2017, Vargas et al demostraron en un estudio filogenético que el género Diplostephium sensu Cuatrecasas es bifiletico, consistiendo de dos clados. Un grupo monofiletico de Diplostephium sensu lato distribuido principalmente en los Andes del Norte y hermano del clado que comprende a Blakiella, Hinterhubera y Laestadia. El segundo clado distribuido principalmente en los Andes Centrales, Diplostephium sensu stricto forma un clado con Parastrephia.
En 2018, Oscar M. Vargas reinstauró el género Piofontia y transfirió a este las especies de Diplostephium del clado de los Andes del Norte. Posteriormente en 2019, Patricio Saldivia y Oscar M. Vargas realizaron 59 nuevas combinaciones para el género Linochilus, debido a que el este tiene prioridad sobre el género Piofontia.

## Especies seleccionadas
A continuación se brinda un listado de algunas de las especies del género Diplostephium aceptadas hasta marzo de 2021, ordenadas alfabéticamente. Para cada una se indica el nombre binomial seguido del autor, abreviado según las convenciones y usos.
- Diplostephium abietinum S.F.Blake
- Diplostephium affine Wedd.
- Diplostephium antisanense Hieron.
- Diplostephium asplundii Cuatrec.
- Diplostephium azureum Cuatrec.
- Diplostephium barclayanum Cuatrec.
- Diplostephium cajamarquillense Cuatrec.
- Diplostephium callaense Cuatrec.
- Diplostephium callilepis S.F.Blake
- Diplostephium carabayense Wedd.
- Diplostephium cinereum Cuatrec.
- Diplostephium crypteriophyllum Cuatrec.
- Diplostephium dentatum Cuatrec.
- Diplostephium empetrifolium S.F.Blake
- Diplostephium ericoides (Lam.) Cabrera
- Diplostephium espinosae Cuatrec.
- Diplostephium fernandez-alonsoi S.Díaz
- Diplostephium flavidum V.M.Badillo
- Diplostephium foliosissimum S.F.Blake
- Diplostephium friedbergii Cuatrec.
- Diplostephium glandulosum Hieron.
- Diplostephium gnidioides S.F.Blake
- Diplostephium goodspeedii Cuatrec.
- Diplostephium gynoxyoides Cuatrec.
- Diplostephium haenkei Wedd.
- Diplostephium hartwegii Hieron.
- Diplostephium hippophae S.F.Blake
- Diplostephium incanum Hieron
- Diplostephium jelskii Hieron.
- Diplostephium juniperinum Cuatrec.
- Diplostephium konotrichum Cuatrec.
- Diplostephium lanatum Cuatrec.
- Diplostephium lechleri Wedd.
- Diplostephium leucactinum Cuatrec.
- Diplostephium macrocephalum S.F.Blake
- Diplostephium meyenii Wedd.
- Diplostephium oblanceolatum S.F.Blake
- Diplostephium oxapampanum Cuatrec.
- Diplostephium pachyphyllum Cuatrec.
- Diplostephium pearcei Sprague & S.F.Blake
- Diplostephium peruvianum Cuatrec.
- Diplostephium pulchrum S.F.Blake
- Diplostephium ramiglabrum Cuatrec.
- Diplostephium sagasteguii Cuatrec.
- Diplostephium sandiense Cuatrec.
- Diplostephium serratifolium Cuatrec.
- Diplostephium spinulosum Wedd.
- Diplostephium stuebelii (Hieron.) Cuatrec.
- Diplostephium tacorense Hieron.
- Diplostephium tolimense Cuatrec.
- Diplostephium vaccinioides S.F.Blake
- Diplostephium vermiculatum Cuatrec.
- Diplostephium weberbaueri Cuatrec.
- Diplostephium wurdackii Cuatrec.
- Diplostephium yahuarcochense Cuatrec.